# オーストラリア海軍艦艇一覧
オーストラリア海軍艦艇一覧は、オーストラリア連邦海軍が過去保有した、または現在保有する、または将来保有する予定の、未完成・計画中止を含めた歴代艦艇一覧である。
凡例

## 現有勢力（2024年現在）
- 国防予算：338億ドル[1]
- 海軍人員：1万5,063名[1]
- 艦船隻数：69隻（排水量20t以上）[1]

潜水艦×6
駆逐艦×3
フリゲート×8
掃海艇×4
哨戒艇×14
強襲揚陸艦×2
ドック型揚陸艦×1
揚陸艇×12
測量艦×2
測量艇×4
補給艦×2
支援艦×1
潜水艦救難艦×2
練習艦艇×2
砕氷艦×1
給水艦×4
- 航空機数：64機[1]

艦載ヘリコプター×29、陸上固定翼機×20、陸上ヘリコプター×15

## 艦艇一覧（近代海軍）

### 主力艦

#### 戦艦
草創期の戦艦
- サーベラス（Cerberus） - 1隻 ※ モニター艦

巡洋戦艦
- 英『インディファティガブル』級 - 1隻

オーストラリア（Australia）

#### 航空母艦
軽空母
- 旧・英『マジェスティック』級 - 2隻：シドニー（R-17 Sydney） ※ 旧・『テリブル（Terrible）』、メルボルン（R-21 Melbourne） ※ 旧・『マジェスティック（Majestic）』

- 『メルボルン』後継艦 - 0隻（1隻計画中止）

※ 計画中止：
『ブリスベン（Brisbane）』※旧・『インヴィンシブル(Invinsivle)』
水上機母艦
- アルバトロス（Albatross） - 1隻

### 水上戦闘艦

#### 巡洋艦

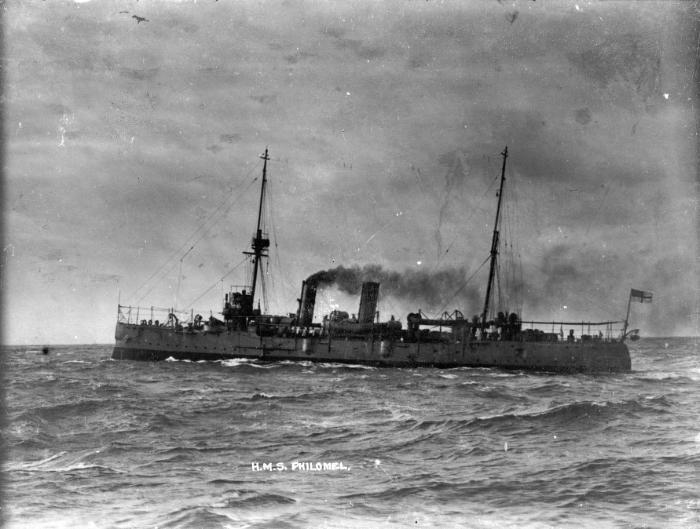
防護巡洋艦「フィラメル」。

防護巡洋艦
- 旧・英『パラス』級 - 2隻

サイキ（Psyche）、フィラメル（Philomel）
- 旧・英『ピローラス』級 - 1隻

パイオニア（Pioneer）
- 旧・英『ハイフライヤー級』級 - 1隻

エンカウンター（Encounter）
軽巡洋艦
- 英『チャタム』級 - 3隻

メルボルン（Melbourne）、シドニー（Sydney）、ブリスベン（Brisbane）
- 英『バーミンガム級』- 1隻

アデレード（Adelaide）
- パース級（英『リアンダー』級改型） - 3隻

パース（Perth）、ホバート（Hobart）、シドニー（Sydney）
重巡洋艦
- 英『ケント』級 - 2隻

オーストラリア（Australia）、キャンベラ（Canberra）
- 旧・英『ロンドン』級 - 1隻

シュロップシャー（Shropshire）
- 『オーストラリア』改型 - 0隻（1隻計画中止）

#### 駆逐艦
WW I以前の駆逐艦
- リバー級（英語版） - 6隻

パラマッタ（Parramatta）、ヤラ（Yarra）、ワラゴウ（Warrego）、スワン（Swan）、ダーウェント（Derwent）、トレンス（Torrens）
WW I時の駆逐艦
- 英『S』級 - 5隻

タスマニア（Tasmania）、タトゥー（Tattoo）、サクセス（Success）、ソードマン（Swordsman）、ストルワート（Stalwart）
- 英『アンザック』級 - 1隻 ※ 嚮導駆逐艦

アンザック（Anzac）
大戦間の駆逐艦
- スチュアート（Stuart） - 1隻 ※ 嚮導駆逐艦

- 旧・英『アドミラルティV』級 - 2隻

ヴェンデッタ（Vendetta）、ヴァンパイア（Vampire）
- 旧・英『アドミラルティW』級 - 2隻

ウォーターヘン（Waterhen）、 ヴォイジャー（Voyager）
WW II時の駆逐艦
- 英『トライバル』級改型 - 3隻

アランタ（Arunta）、ワラムンガ（Warramunga）、
カーナイ（Kurnai） ※ 後に『バターン（Bataan）』
- 英『Q』級 - 7隻

クォードラント（Quadrant）、クェイル（Quail）、クォリティ（Quality）、クィーンボロ（Queenborough）、クエンティン（Quentin）、キブロン（Quiberon）、クイックマッチ（Quickmatch）
WW II後の駆逐艦
- アンザック級（英『バトル』級改型） - 2隻

トブルク（D-37 Tobruk）、アンザック（D-59 Anzac）
- ボイジャー級（英『デアリング』級） - 4隻（1隻建造中止）

ボイジャー（D-04 Voyager）、ヴェンデッタ（D-08 Vendetta）、ヴァンパイア（D-11 Vampire）、ダッチェス（D-154 Ducchess）
※ 建造中止：
ウォーターヘン（Waterhen）
- パース級（米『チャールズ・F・アダムズ』級改型） - 3隻

パース（D-38 Perth）、ホバート（D-39 Hobart）、ブリスベン（D-41 Brisbane）
- 1966年計画型 - 0隻（2隻計画中止）

- ホバート級 - 3隻

ホバート（D39 Hobart）、ブリスベン（D41 Brisbane）、シドニー（D42 Sydney）

#### 護衛駆逐艦
- リバー級 - 6隻（2隻計画中止）

前期型 ※ 英『12』型改型
ヤラ（DE-45 Yarra）、パラマッタ（DE-46 Parramatta）、スチュアート（DE-47 Stuart）、ダーウェント（DE-49 Derwent）
後期型 ※ 英『リアンダー』級改型
スワン（DE-50 Swan）、トレンス（DE-53 Torrens）

#### フリゲート
- 英『ベイ』級 - 3隻

コンダマイン（Condamine）、マーチソン（Murchison）、ショウルヘイヴン（Shoalhaven）
- 英『リバー』級 - 9隻（4隻建造中止）

バークー（Barcoo）、バーワン（Barwon）、バーデキン（Burdekin）、ダイマンティーナ（Diamantina）、ガスコイン（Gascoyne）、ホークスベリー（Hawkesbury）、ラクラン（Lachlan）、
カルゴア（Culgoa） ※ 後に『マッコーリー（Macquarie）』、
マッコーリー（Macquarie） ※ 後に『カルゴア（Culgoa）』
※ 建造中止：
ボーガン（Bogan）、マランビジー（Murrumbidgee）、ナオミ（Naomi）、ウォーバトン（Warburton）
- アデレード級（米『O・H・ペリー』級改型） - 6隻（4隻計画中止）

アデレード（FFG-01 Adelaide）、キャンベラ（FFG-02 Canberra）、シドニー（FFG-03 Sydney）、ダーウィン（FFG-04 Darwin）、メルボルン（FFG-05 Melbourne）、ニューカッスル（FFG-06 Newcastle）
- アンザック級（独『MEKO200ANZAC』型） - 8隻

アンザック（FFH-150 Anzac）、アランタ（FFH-151 Arunta）、ワラムンガ（FFH-152 Warramunga）、スチュアート（FFH-153 Stuart）、パラマッタ（FFH-154 Parramatta）、バララット（FFH-155 Ballarat）、トゥーンバ（FFH-156 Toowoomba）、パース（FFH-157 Perth）
- ハンター級 - 0隻（3隻発注済み、6隻計画中）

ハンター（Hunter）、フリンダーズ（Flinders）、タスマン（Tasman）

#### スループ
- ゼラニウム（Geranium）級 - 2隻

ゼラニウム（Geranium）、マーガレット（Marguerite）
- マロウ（Mallow） - 1隻

- ウナ（Una） - 1隻 ※ 旧・独測量艦『コメット（Komet）』

- ファントム（Fantome） - 1隻

- ヤラ級 - 2隻

ヤラ（Yarra）、スワン（Swan）
- 改『ヤラ』級 - 2隻

パラマッタ（Parramatta）、ワラゴウ（Warrego）

### 潜水艦

#### 通常動力型潜水艦
WW Iまでの潜水艦
- 英『E』級 - 2隻

AE-1、2
- J級 - 6隻

J-1、2、3、4、5、7
WW II以降の潜水艦
- 旧・英『T』級 - 3隻

タクティシャン（Tactician）、ティレマカス（Telemachus）、サロー（Thorough）
- 旧・英『A』級 - 2隻

アンカライト（Anchorite）、アンドリュー（Andrew）
- 英『オベロン』級 - 6隻

オクスリー（S-57 Oxley）、オトウェイ（S-59 Otway）、オンズロウ（S-60 Onslow）、オリオンS-61 Orion）、オタマ（S-62 Otama）、オヴンズ（S-70 Ovens）
- コリンズ級 - 6隻

コリンズ（S-73 Collins）、ファーンコム（S-74 Farncomb）、ウォラー（S-75 Waller）、デシェイノー（S-76 Dechaineux）、シーアン（S-77 Sheean）、ランキン（S-78 Rankin）

### 機雷戦艦艇

#### 敷設艦艇
機雷敷設艦
- バンガリー（Bungaree） - 1隻

#### 掃海艦艇
掃海艦・航洋掃海艇
- 『バサースト』級 - 55隻

アララト（Ararat）、アーミデール （Armidale）、バララト（Ballarat）、バサースト（Bathurst）、ベナラ（Benalla）、
ベンディゴ（Bendigo）、ボーエン（Bowen）、ブルーム（Broome）、バンベリー（Bunbury）、バンダバーグ（Bundaberg）、
バーニー（Burnie）、ケアンズ（Cairns）、カスルメーン（Castlemaine）、セスノック（Cessnock）、コラック（Colac）、
クータマンドラ（Cootamundra）、カウラ（Cowra）、デロレーヌ（Deloraine）、ダッボー（Dubbo）、エチューカ（Echuca）、
フリーマントル（Fremantle）、ゴーラー（Gawler）、ジーロング（Geelomg）、ジェラルトン（Geraldton）、グラッドストン（Gladstone）、
ゴールバーン（Goulburn）、ギンピー（Gympie）、ホーシャム（Horsham）、インベレル（Inverell）、イプスウィッチ（Ipswich）、
ジューニー（Junee）、カルグーリー（Kalgoorlie）、カパンダ（Kapunda）、カトゥーンバ（Katoomba）、キアナ（Kiana）、
ラットローブ（Latrobe）、ローンセストン（Launceston）、リズモー（Lismore）、リスゴー（Lithgow）、メアリーバラ（Maryborough）、
ミルデューラ（Mildura）、パークス（Parkes）、ピリー（Pirie）、ロックハンプトン（Rockhampton）、シェパートン（Shepparton）、
ストーエル（Stawell）、ストラーン（Strahan）、タムワース（Tamworth）、トゥウンバ（Toowoomba）、タウンズビル（Townsville）、
ウォガ（Wagga）、ワラルー（Wallaroo）、ウォーナンブール（Warrnambool）、ウロンゴン（Woollongong）
グレネルグ（Glenelg） ※ 後にワイアラ（Whyalla）
沿岸掃海艇
- 旧・英『トン』型 - 6隻

クールー（M-1121 Curlew） ※ 旧・チェディストン（Chediston）
ガル]（M-1185 Gull） ※ 旧・スワンストン（Swanston）
ハーク（M-1139 Hawk） ※ 旧・サマーレイトン（Somerleyton）
アイビス（M-1183 Ibis） ※ 旧・シングルトン（Singleton）
スナイプ（M-1102 Snipe） ※ 旧・アルカストン（Alcaston）
ティール（M-1152 Teal） ※ 旧・ジャックトン（Jackton）
- 旧・星『グレンヴィル』型 - 2隻

バンディクート（Y-298 Bandicoot） ※ 旧・グレンヴィル-VII（Grenville-VII）
ワラルー（Y-299 Wallaroo） ※ 旧・グレンヴィル-V（Grenville-V）
- Brolga級 - 4隻

（Salvatore-V）、（Wave Rider）
（Brolga） ※ 旧・（Lumen）
（Koraaga） ※ 旧・（Grozdana-A）
機雷掃討艇
- ベイ型 - 2隻

ラッシュカッター（M-80 Rushcutter）、ショウルウォーター（M-81 Shoalwater）
- ヒューオン級 - 6隻

ヒューオン（M-82 Huon）、ホークスベリー（M-83 Hawkesbury）、ノーマン（M-84 Norman）、ガスコイン（M-85 Gascoyne）、ディアマンティナ（M-86 Diamantina）、ヤラ（M-87 Yarra）
その他
- MSD-01型 - 4隻 ※ Minesweeping Drone

MSD-01、02、03、04

### 両用戦艦艇

#### 揚陸艦艇
強襲揚陸艦 （LHD ）
- キャンベラ級 - 2隻

キャンベラ（Canberra）、アデレード（Adelaide）
ドック型揚陸艦 （LSD ）
- トブルク（L-50 Tobruk） - 1隻
- 旧・英『ベイ級 』 - 1隻

チョールズ（L-100 Choules）
戦車揚陸艦 （LST ）
- 旧・英LST - 5隻

LST-3008、3014、3017、3026、3035
- 旧・英『LST(3)』型 - 3隻

ラブアン（Labuan） ※ 旧・『LST(3)-3501』
ラエ（Lae） ※ 旧・『LST(3)-3505』
タラカン（Tarakan） ※ 旧・『LST(3)-3517』
- 旧・米『ニューポート』級 - 2隻

カニンブラ（L-51 Kanimbla） ※ 旧・『サギノー（Saginaw）』
マヌーラ（L-52 Manoora） ※ 旧・『フェアファックス・カウンティ（Fairfax Country）』
大型揚陸艇 （LCH ）
- ブルネイ級 - 8隻

ブルネイ（127 Brunei）、ラブアン（128 Labuan）、タラカン（129 Tarakan）、ウエワク（130 Wewak）、サラマウア（131 Salamaua）、ブナ（132 Buna）、ベタノ（133 Betano）、バリクパパン（134 Balikpapan）
汎用揚陸艇 （LCU ）
- LCH更新計画 - 0隻（6隻計画中）

車両兵員揚陸艇 （LCVP ）
- LCVP-1301級 - 3隻

LCVP-1301、1302、1303
- T-4型 - 4隻

T-4、5、6、7

#### 輸送艦艇
輸送艦
- （Westralia） - 1隻

### 哨戒艦艇

#### 哨戒・警備艦艇

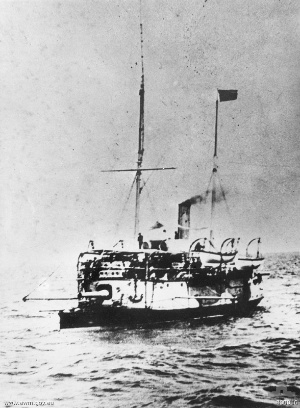
砲艦Gayundah

砲艦
- （Cerberus）[6]
- Gayundah級 - 2隻

（Gayundah）、（Paluma）
哨戒艦
- （CooGee）
- （Moorilyan）
- アラフラ級 - 1隻就役[7]、11隻計画中[8][9]

アラフラ（Arafura）、（Eyre）、（Pilbara）、（Gippsland）、（Illawarra）、（Carpentaria）
哨戒艇
- （Gannet）
- （Sleuth）

- HDML型 - 21隻

HDML-1074、1129、1161、1321、1322、1323、（1324 Lonsdale）、（1325 Stirling）、1326、1327、1329、1338、1339、1340、1341、1342、1343、1352、1353、1358、1359
- アタック級哨戒艇 - 20隻

アタック（P90 Attack）、アキュート（P81 Acute）、アドロイト（P82 Adroit）、アドバンス（P83 Advance）、アヘタペ（P84 Aitape）、サマライ（P85 Samarai）、アーチャー（P86 Archer）、アーデント（P87 Ardent）、アロー（P88 Arrow）、アセイル（P89 Assail）、アウェア（P91 Aware）、（P92 Ladava）、ラエ（P93 Lae）、マダン（P94 Madang）、バンドリア（P95 Bandolier）、バーベット（P97 Barbette）、バリケード（P98 Barricade）、ボンバード（P99 Bombard）、バッカニア（P100 Buccaneer）、バヨネット（P101 Bayonet）
- フリーマントル級哨戒艇（Fremantle） - 15隻

フリーマントル（FCPB 203 Fremantle）、ワーナンブール（FCPB 204 Warrnambool）、タウンズビル（FCPB 205 Townsville）、ウロンゴン（FCPB 206 Wollongong）、ローンセストン（FCPB 207 Launceston）、ワイアラ（FCPB 208 Whyalla）、イプスウィッチ（FCPB 209 Ipswich）、セスノック（FCPB 210 Cessnock）、ベンディゴ（FCPB 211 Bendigo）、ゴーラ（FCPB 212 Gawler）、ジェラルトン（FCPB 213 Geraldton）、ダボ （FCPB 214 Dubbo）、ジーロング（FCPB 215 Geelong）、グラッドストーン（FCPB 216 Gladstone）、バンバリー（FCPB 217 Bunbury）
計画中止：バララット（Ballarat）、ミルデューラ （Mildura）、アーミデール（Armidale）、バンダバーグ（Bundaberg）、ピリー（Pirie）
- アーミデール級哨戒艇 - 14隻

アーミデール（ACPB-83 Armidale）、ララキア（ACPB-84 Larrakia）、バサースト（ACPB-85 Bathurst）、アルバニー（ACPB-86 Albany）、ピリー（ACPB-87 Pirie）、メイトランド（ACPB-88 Maitland）、アララト（ACPB-89 Ararat）、ブルーム（ACPB-90 Broome）、バンダバーグ（ACPB-91 Bundaberg）、ウロンゴン（ACPB-92 Wollongong）、チルダース（ACPB-93 Childers）、ローンセストン（ACPB-94 Launceston）、メアリーバラ（ACPB-95 Maryborough）、グレネルグ（ACPB-96 Glenelg）

#### 高速戦闘艇
高速艇
- 英『B』型 - 34隻

ML-424、425、426、427、428、429、431、801、802、803、804、805、806、807、808、809、810、811、812、813、814、815、816、817、818、819、820、821、822、823、824、825、826、827

### 補助艦艇

#### 補給艦艇
補給艦
- （Bingera） - 1隻

- （Wilcannia） - 1隻

- （Ubalba） - 1隻

- （Woomera） - 1隻

- （Jeparit） - 1隻

- 新型 - 0隻（1隻計画中）

給炭艦
- （Biloela） - 1隻

- （Mombah） - 1隻

給油艦・油槽艦
- （HMAS Kurumba） - 1隻

- 旧・英『タイド』級改型 - 1隻

サプライ（HMAS Supply, AO-195） - 1隻 ※ 旧・『タイド・オーストラル（RFA Tide Austral, A99）』
- 仏『デュランス』級改型 - 1隻（1隻計画中止）

サクセス（HMAS Success, AOR-304）
- ウェストラリア（HMAS Westralia, AO-195） - 1隻 ※ 旧・『ハドソン・キャヴァリエ（Hudson Cavalier）』、後にリーフ型給油艦『アップルリーフ（RFA Appleleaf, A79）』

- シリウス級 - 1隻

シリウス（HMAS Sirius, AO-226）
給水艦
- Gayundah型 - 4隻

（MRL-253 Gayundah）、MWL-254、256、257

#### 支援艦艇
水雷母艦
- プラティパス（Platypus） - 1隻

- （A-215 Stalwart） - 1隻

工作艦
- ペンギン（Penguin）[10] - 1隻

魚雷揚収船
- TRV-253型 - 3隻

TRV-253、254、255
- フィッシュ型 - 3隻

（TRV-801 Tuna）、（TRV-802 Trevally）、（TRV-803 Tailor）
救難艇
- A.S.R.C型 - 5隻

エア・チーフ（SAR-918 Air Chief）、エア・マスター（SAR-919 Air Master）、エア・マーシィ（SAR-925 Air Mercy）、エア・スピード（SAR-910 Air Speed）、エア・トレイル（SAR-916 Air Trail）
- （Y-256 Air Sprite） - 1隻

- （Remora） - 1隻 ※ DSRV

#### 練習艦艇
練習艦
- フランクリン（Franklin）[11] - 1隻

- ティンギラ（Tingira） - 1隻

- ジェービス・ベイ（AGT-203 Jervis Bay） - 1隻 ※ 元・『オーストラリアン・トレーダー（Australian Trader）[12]』

- アーガス（P-225 Argus） - 1隻

- シーホース・マーケイター（Seahorse Mercator） - 1隻

帆装練習艦
- ニリンバ（Nirimba） - 1隻

- ヤング・エンデバー（Young Endeavour） - 1隻

- スワーブリック3（Swarbrick-III）型 - 5隻 ※ ヨット

アレキサンダー・オブ・クレスウェル（3807 Alexander of Cresswell）、フレンドシップ・オブ・リーウウィン（3808 Friendship of Leeuwin）、レディ・ペンリン・オブ・ニリンバ（3809 Lady Penrhyn of Nirimba）、シャーロット・オブ・セルベラス（3810 Charlotte of Cerberus）、スカーバラ・オブ・セルベラス（3811 Scarborough of Cerberus）
- ソルトホース（850576 Salthorse） - 1隻

#### その他
測量艦
- モレスビー（Moresby） - 1隻
- パルマ（Paluma） - 1隻
- フリンダーズ（312 Flinders） - 1隻
- アイスバード（Icebird） - 1隻 ※ 民間船
- フランクリン（Franklin） - 1隻 ※ 民間船
- リグ・セイスミック（Rig Seismic） - 1隻 ※ 民間船
- パルマ（Paluma）級 - 4隻
パルマ（A-01 Paluma）、マーメイド（A-02 Mermaid）、シェパートン（A-03 Shepparton）、ベナラ（A-04 Benalla）
- パシフィック（Pacific）型 - 2隻
リーウウィン（HS-01 Leeuwin）、メルビル（HS-02 Melville）

測量艇
- リース（Leash） - 1隻
- ファントム級（英語版）（Fantome） - 9隻
インヴェスティゲイター（SMB-1005 Investigator）、ファントム（SMB-1006 Fantome）、メダ（SMB-1007 Meda）、ダウフケン（SMB-1008 Duyfken）、トム・サム（SMB-1009 Tom Thumb）、ジョン・ガーランド（SMB-1010 John Gowlland）、ジオグラフ（SMB-1011 Geographe）、カスアリナ（SMB-1012 Casuarina）、コンダー（SMB-1021 Conder）
- ワイアット・アープ（ASV-01 Wyatt Earp） - 1隻

海洋観測艦
- クック（291 Cook） - 1隻

情報収集艦
- ワイアット・アープ（Wyatt Earp） - 1隻

試験艦
- シーホース・ホライゾン（Seahorse Horizon） - 1隻 ※ 旧・『ブルー・ナビラ（Blue Nabilla）』、更に『プロテクター（ASR-241 Protector）』

設標船
- 英『バー』改型 - 3隻
コアラ（P-69 Koala）、カンガルー（P-80 Kangaroo）、カレンジ（P-282 Karangi）
- コッカブラ（Kookaburra） - 1隻
- キンブラ（A-314 Kimbla） - 1隻

水中作業母船
- 旧・英『トン』型沿岸掃海艇 - 3隻
シール（Y-298 Seal） ※ 旧・『ポッパム（Popham）』
オッター（Y-299 Otter） ※ 旧・『ウィントリンガム（Wintringham）』
トータス（Tortoise） ※ 旧・『ニーシャム（Neasham）』
- DV-0801 - 1隻
- シール級 - 3隻
シール（2001 Seal）、（2003 Malu Baizam）、シャーク（2004 Shark）

航洋曳船
- リザーブ級 - 3隻

リザーブ（Reserve）、スプライトリ（Sprightly）、タンクレッド（Tancred）
- バード型 - 3隻
エミュー（DT-931 Emu）、ブロンズウィング（DT-932 Bronzewing）、モリーホーク（DT-933 Mollyhawk）
- タマー（DT-2601 Tammar） - 1隻

港内曳船
- 501型 - 4隻

501、502、503、504
- 旧・米陸軍曳船 - 2隻

（TB-9 Sardius）、TB-1536
- （DT-1801 Quokka） - 1隻

- HTS-501級 - 3隻

（HTS-501 Bronzewing）、（HTS-502 Currawong）、（HTS-504 Mollymawk）
- Seahorse型 - 2隻

（Seahorse Chuditch）、（Seahorse Quenda）
雑役船母船
- シーホース（Seahorse）型 - 2隻

シーホース・スピリット（Seahorse Spirit） ※ 旧・『ブリティッシュ・バイキング（British Viking）』、後に『バルダー・ハドソン（Balder Hudson）』
シーホース・スタンダード（Seahorse Standard） ※ 旧・『ブリティッシュ・マグナス（British Magnus）』、後に『バルダー・キャボット（Balder Cabot）』
作業艇・雑役船
- GPV-953型 - 16隻

GPV-953、954、955、956、957、スターリング（GPV-958 Stirling）、959、960、961、ウォルラス（GPV-962 Walrus）、963、964、965、（Brolga）、ジャバルー（Jabiru）、タラロック（GPV-968 Tallarook）
- エクスプローラー型 - 2隻

バンクス（AG-244 Banks）、バス（AG-247 Bass）
- AWB-400型 - 46隻

AWB-400、401、402、403、404、405、406、407、408、409、410、411、412、413、414、415、416、417、418、419、420、421、422、423、424、425、426、427、428、429、430、431、432、433、434、435、436、437、438、439、440、441、442、443、444、445
- AWB Mod.II型 - 1隻

AWB-4010
- AWB-4011 - 1隻

- （Colac） - 1隻 ※ Tank Cleaning Vessel

- RCV-0701 - 1隻 ※ Range Clearance Vessel

- NWBD型 - 15隻

NWBD-1230、1260、1280、（NWBD-1281 Otter）、（NWBD-1282 Warlus）、（NWBD-1283 Beaver）、1284、（NWBD-1285 Grampus）、（NWBD-1286 Dolphin）、（NWBD-1287 Dugong）、1288、1289、1290、1291、（NWBD-1292 Turtle）
サルベージ船
- Salvor型 - 2隻

（Caledonian Salvor）、（Cambrian Salvor）
ランチ・艀
- （Cerberus）[13] - 1隻

- Warrigal級 - 4隻 ※ Liquid-Cargo Lighter

（WFL-8001 Warrigal）、（WFL-8002 Wallaby）、（WFL-8003 Wombat）、（WFL-8004 Wyulda）
- Wattle級 - 3隻 ※ Store Lighter

（CSL-01 Wattle）、（CSL-02 Boronia）、（CSL-03 Telopea）
- AWL-304 - 1隻 ※ Aircraft Lighter

- 38101型 - 2隻 ※ Harbor Personnel Launch

38101、38102
- Southerly 65型 - 1隻 ※ General Purpose Launch

（Dugong）
- （38103 Tresco-II） - 1隻 ※ VIP Launch

その他
- 各型 - 2隻

（Nusa）、（Sumatra）
- 12.1m Fleet Personnel Boat - 2隻

- 11.9m Miscellamepis Motor Boat - 1隻

- 11.6m Admiral's Barge - 1隻

Riviera
- 10.6m Fast Motor Boat - 1隻

FMB-3501、
- 10.0m Fast Motor Boat - 10隻

FUB-3310、3311、3312、3313、3314、3315、3316、3317、3318、3319
- 10.0m Harbor Personnel Boat - 7隻

HPB-3350、3351、3352、3353、3354、3355、3356
- 10.0m Sea Boat - 10隻

SB-3330、3331、3332、3333、3334、3335、3336、3337、3338、3339
- 9.3m Harbor Personnel Boat - 4隻

0901、0902、0903、0904
- 9.1m Harbor Personnel Boat - 1隻

HPB-30102
- 8.0m Diving Tender - 5隻

SC-0801、0802、0803、0804、0805
- 7.9m Fast Utility Boat - 1隻

FUB-2603
- 7.9m Harbor Personnel Boat - 7隻

HPB-2620、2621、2622、2623、2624、2625、2626
- 7.9m Workboat - 1隻

WB-2601
- 7.6m Harbor Personnel Boat - 1隻

HPB-25101
- 7.2m Rigid Hulled Inflatable Boat - 27隻

0701、0702、0703、0704、0705、0706、0707、0708、0709、0710、0711、0712、0713、0714、0715、0716、0717、0718、0719、0720、0721、0722、0723、0724、0725、0726、0727
- 5.0m Cheetah Hydrofoil Remote-controlled Target - 4隻

- 5.0m Gunnery Surface Target - 3隻

GST-1802、1803、1805
- Firefish Radio Controlled Surface Target - 4隻

RCST-02、03、04、05
- Flat-Top Lighter - 1隻

FTL-764
- General Purpose Work Boat - 2隻

GPWB-01、02
- Light Utility Boat - 20隻

LUB-20
- Remote-controlled Surface Target - 6隻

RCST-06、07、08、09、10、11
- Training Yacht - 1隻

Franklin
- 300-ton Concrete Ammunition Lighter - 8隻

CAL-201、202、203、204、205、206、208、209
- 100-ton Concrete Ammunition Lighter - 8隻

CAL-101、102、10010、10011、10012、10013、10014、10015
- 50-ton Concrete Ammunition Lighter - 8隻

CAL-501、502、503、504、508、5010、5011、5012
- Container Pontoon - 4隻

1、2、3、4
- Deperming Lighter - 1隻

DGL-1
- Dry Dock Caisson - 3隻

DCI-1、2、DC-219
- 1,000-tons Capacity Floating Dock - 1隻

FD-1002
- 60-tons Flat-Top Lighter - 21隻

FTL-60101、60102、60103、60104、60105、60106、60107、60108、60109、60110、60111、60112、60113、60114、60115、60116、60117、60118、60119、60120、60121

### 関連組織所属船艇

#### 陸軍船舶部隊・他
中型揚陸艇 （LCM ）
- 旧・米『LCM(8)』級 - 18隻

AB-1050、1051、1052、1053、1055、1056、1057、1058、1059、1060、1061、1062、1063、1064、1065、1066、1067
- 新型 - 0隻（6隻計画中）

車両兵員揚陸艇 （LCVP ）
- AB型 - 4隻

AB-755、756、758、759
哨戒艇
- （016-100 Warana） - 1隻

- Air View級 - 2隻

（02-109 Air View）、（02-113 Air Seek）
- Coral Snake級 - 2隻

（AM-1353 Coral Snake）、（Red Viper）
水中作業母船
- African Queen級 - 2隻

（AB-251 African Queen）、AB-252
港内曳船
- Joe Mann級 - 2隻

（AT-2700 Joe Mann）、（AT-2701 The Luke）
作業艇・雑役船
- Oolah級 - 7隻

（AM-417 Oolah）、（AM-418 Kewol）、（AM-419 Sea Horse One）、（AM-420 Boongaree）、（AM-421 Mena II）、（AM-422 Akuna）、（AM-423 Gabinga）
- Shark Cat型 - 10隻

AM-215、216、217、218、219、220、
07-001、08-001、（08-002 Air Eagle）、（08-003 Air Condor）
- Shark Cat-880 Express型 - 9隻

AM-237、238、239、240、241、242、243、244、428
- （011-001 Air Hawk） - 1隻

- 『P』型 - 2隻

キャスター（201 Castor）、ポラックス（202 Pollux）
- Steber型 - 10隻

パトンガ（NGPWB-01 Patonga）、NGPWB-02、03、シードラゴン（NGPWB-04 Sea Dragon）、05、06、07、08、シーウィッチ（NGPWB-09 Sea Witch）、10
- 旧・米『LARC-V 8005』型 - 12隻

税関取締船
- ジャビルー （Jabiru ）級 - 3隻

ジャビルー（Jabiru）、（Jacana）、（Jerboa）
- Percy Whitton級 - 3隻

（Percy Whitton）、（Edwin Abbott）、（E.T.Hall）
- ベイ型 - 8隻

ロウバック・ベイ（ACV-01 Roebuck Bay）、ホウルドファースト・ベイ（ACV-02 Holdfast Bay）、ボタニー・ベイ（ACV-03 Botany Bay）、ハーヴィー・ベイ（ACV-04 Hervey Bay）、コライオウ・ベイ（ACV-05 Corio Bay）、アーネム・ベイ（ACV-06 Arnhem Bay）、（ACV-07 Dame Roma Mitchell）、（ACV-08 Storm Bay）
その他
- 5.9m Rigid Inflatable Offshore Safety Craft - 5隻

AM-227、228、229、230、231
- Amphibious Craft - 70隻

- Assault Boat - 159隻

- Bridge Erection Propulsion Boat - 0隻（24隻計画中）

- Commando Operational Watercraft - 18隻